# Gôh
Gôh, till 2011 Fromager, är en region i Elfenbenskusten. Den ligger i distriktet Gôh-Djiboua, i den södra delen av landet, sydväst om huvudstaden Yamoussoukro. Antalet invånare var 985 282 vid folkräkningen 2021. Arean är 6 912 kvadratkilometer. Gôh gränsar till Yamoussoukro, Bélier, Agnéby-Tiassa, Lôh-Djiboua, Nawa, Haut-Sassandra och Marahoué.
Gôh delas in i departementen:
- Gagnoa
- Oumé